# Stenichneumon odaiensis
Stenichneumon odaiensis är en stekelart som beskrevs av Tohru Uchida 1932. Stenichneumon odaiensis ingår i släktet Stenichneumon och familjen brokparasitsteklar. Inga underarter finns listade i Catalogue of Life.